# Kiosk (dokumentarfilm)
Kiosk er en dansk dokumentarfilm fra 2007 instrueret af Hilde Stålskjær.

## Handling
Midt på Nørrebro i København ligger De Gamles By; et indhegnet institutionsområde hvor 600 mennesker lever den sidste del af deres liv. Bortgemt og bortglemt. I De Gamles By er der en kiosk og en kirke. Liv og død. Filmen her handler om kiosken.